# Le Pian-sur-Garonne
Pour les articles homonymes, voir Pian.
Le Pian-sur-Garonne (Pian en gascon) est une commune du Sud-Ouest de la France, située dans le département de la Gironde en région Nouvelle-Aquitaine.
Ses habitants s'appellent les Pianais.

## Géographie

### Localisation
Commune de l'Entre-deux-Mers, située sur la rive nord (droite) de la Garonne, Le Pian-sur-Garonne se trouve à 47 km au sud-est de Bordeaux, chef-lieu du département, à 6 km au nord-est de Langon, chef-lieu d'arrondissement, et à 2,5 km au nord-est de Saint-Macaire, ancien chef-lieu de canton.

### Communes limitrophes
Les communes limitrophes en sont Saint-André-du-Bois au nord, Saint-Pierre-d'Aurillac à l'est, Saint-Macaire au sud-ouest et Saint-Maixant à l'ouest. Sur la rive gauche de la Garonne, se trouve la commune de Saint-Pierre-de-Mons au sud.
|               | Saint-André-du-Bois                            |                         |
| Saint-Maixant | du Pian-sur-Garonne                            | Saint-Pierre-d'Aurillac |
| Saint-Macaire | Rive gauche de la Garonne Saint-Pierre-de-Mons |                         |

### Climat
Pour des articles plus généraux, voir Climat de la Nouvelle-Aquitaine et Climat de la Gironde.
Historiquement, la commune est exposée à un climat océanique aquitain.  
En 2020, Météo-France publie une typologie des climats de la France métropolitaine dans laquelle la commune est exposée à un climat océanique et est dans la région climatique  Aquitaine, Gascogne, caractérisée par une pluviométrie abondante au printemps, modérée en automne, un faible ensoleillement au printemps, un été chaud (19,5 °C), des vents faibles, des brouillards fréquents en automne et en hiver et des orages fréquents en été (15 à 20 jours).
Pour la période 1971-2000, la température annuelle moyenne est de 13,3 °C, avec une amplitude thermique annuelle de 15,5 °C. Le cumul annuel moyen de précipitations est de 815 mm, avec 10,1 jours de précipitations en janvier et 6,2 jours en juillet. Pour la période 1991-2020, la température moyenne annuelle observée sur la station météorologique la plus proche, située sur la commune de Saint-Sulpice-de-Pommiers à 12 km à vol d'oiseau, est de 13,8 °C et le cumul annuel moyen de précipitations est de 764,8 mm,. Pour l'avenir, les paramètres climatiques de la commune estimés pour 2050 selon différents scénarios d’émission de gaz à effet de serre sont consultables sur un site dédié publié par Météo-France en novembre 2022.

## Urbanisme

### Typologie
Au 1er janvier 2024, Le Pian-sur-Garonne est catégorisée commune rurale à habitat dispersé, selon la nouvelle grille communale de densité à sept niveaux définie par l'Insee en 2022.
Elle appartient à l'unité urbaine de Saint-Macaire, une agglomération intra-départementale regroupant huit  communes, dont elle est une commune de la banlieue,,. Par ailleurs la commune fait partie de l'aire d'attraction de Bordeaux, dont elle est une commune de la couronne,. Cette aire, qui regroupe 275 communes, est catégorisée dans les aires de 700 000 habitants ou plus (hors Paris),.

### Occupation des sols

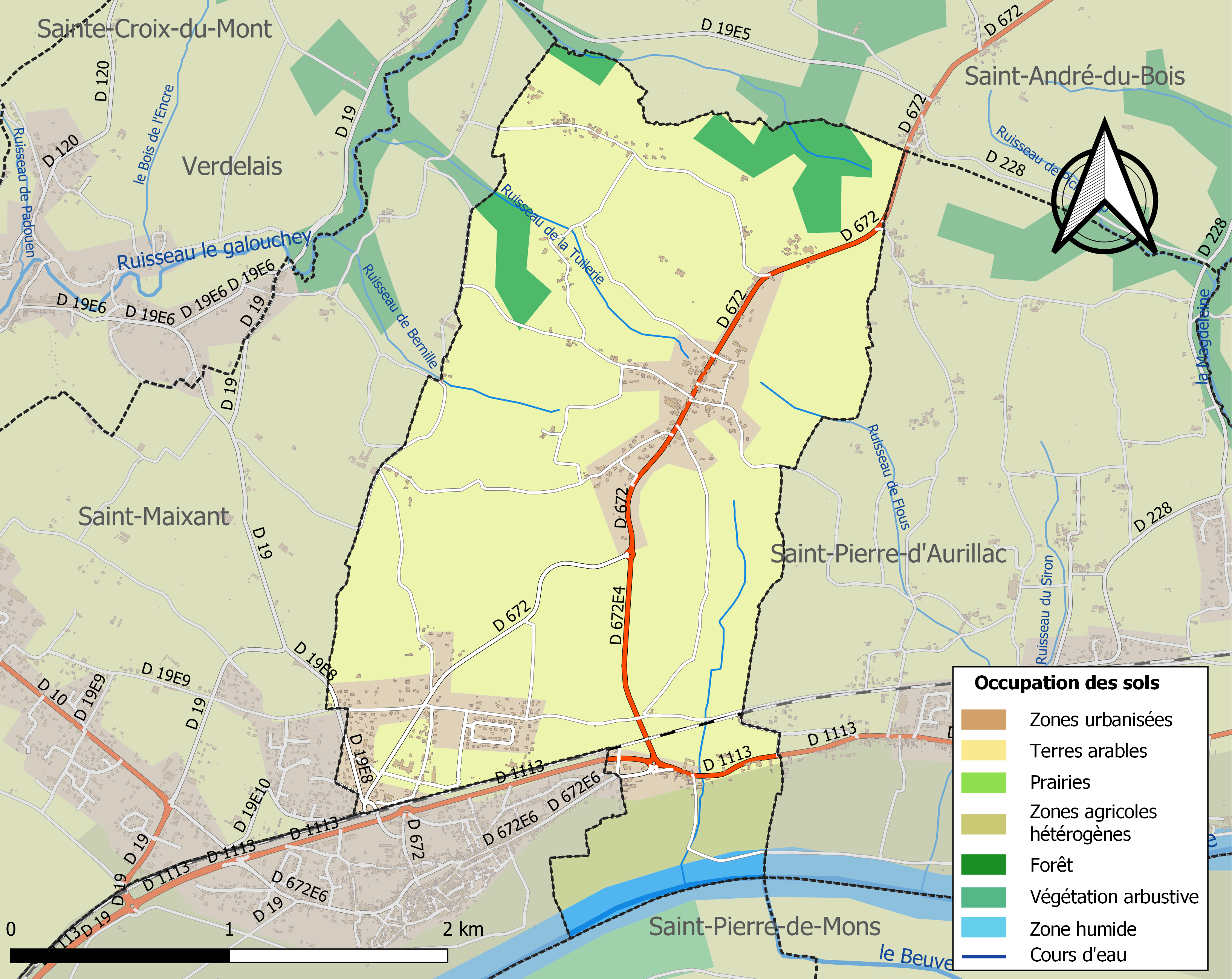
Carte des infrastructures et de l'occupation des sols de la commune en 2018 (CLC).

L'occupation des sols de la commune, telle qu'elle ressort de la base de données européenne d’occupation biophysique des sols Corine Land Cover (CLC), est marquée par l'importance des territoires agricoles (81 % en 2018), en diminution par rapport à 1990 (91,8 %). La répartition détaillée en 2018 est la suivante : 
cultures permanentes (75,6 %), zones urbanisées (12,3 %), zones agricoles hétérogènes (5,4 %), forêts (4,9 %), eaux continentales (1,8 %). L'évolution de l’occupation des sols de la commune et de ses infrastructures peut être observée sur les différentes représentations cartographiques du territoire : la carte de Cassini (XVIIIe siècle), la carte d'état-major (1820-1866) et les cartes ou photos aériennes de l'IGN pour la période actuelle (1950 à aujourd'hui).

### Voies de communication et transports
La commune et le bourg sont traversés par la route départementale D672, ancienne RN 672, qui relie Saint-Macaire au sud-ouest à Sauveterre-de-Guyenne au nord-est ; le sud du territoire communal est traversé par la route départementale D1113, ancienne RN 113 qui mène à Langon au sud-ouest et à La Réole à l'est.

L'accès le plus proche à l'autoroute A62 (Bordeaux-Toulouse)est celui de  3 Langon est distant de 7 km par la route vers le sud-ouest.

L'accès  Bazas à l'autoroute A65 (Langon-Pau) se situe à 18 km vers le sud.
La gare SNCF la plus proche est celle, distante de 3 km par la route vers le sud-ouest, de Saint-Macaire sur la ligne Bordeaux-Sète du TER Nouvelle-Aquitaine. La gare de Langon présentant plus de trafic est distante de 5 km vers le sud-ouest également.

### Risques majeurs
Le territoire de la commune du Pian-sur-Garonne est vulnérable à différents aléas naturels : météorologiques (tempête, orage, neige, grand froid, canicule ou sécheresse), inondations et séisme (sismicité très faible). Un site publié par le BRGM permet d'évaluer simplement et rapidement les risques d'un bien localisé soit par son adresse soit par le numéro de sa parcelle.
Certaines parties du territoire communal sont susceptibles d’être affectées par le risque d’inondation par débordement de cours d'eau, notamment la Garonne et le Beuve. La commune a été reconnue en état de catastrophe naturelle au titre des dommages causés par les inondations et coulées de boue survenues en 1982, 1987, 1991, 1997, 1999 et 2009,.

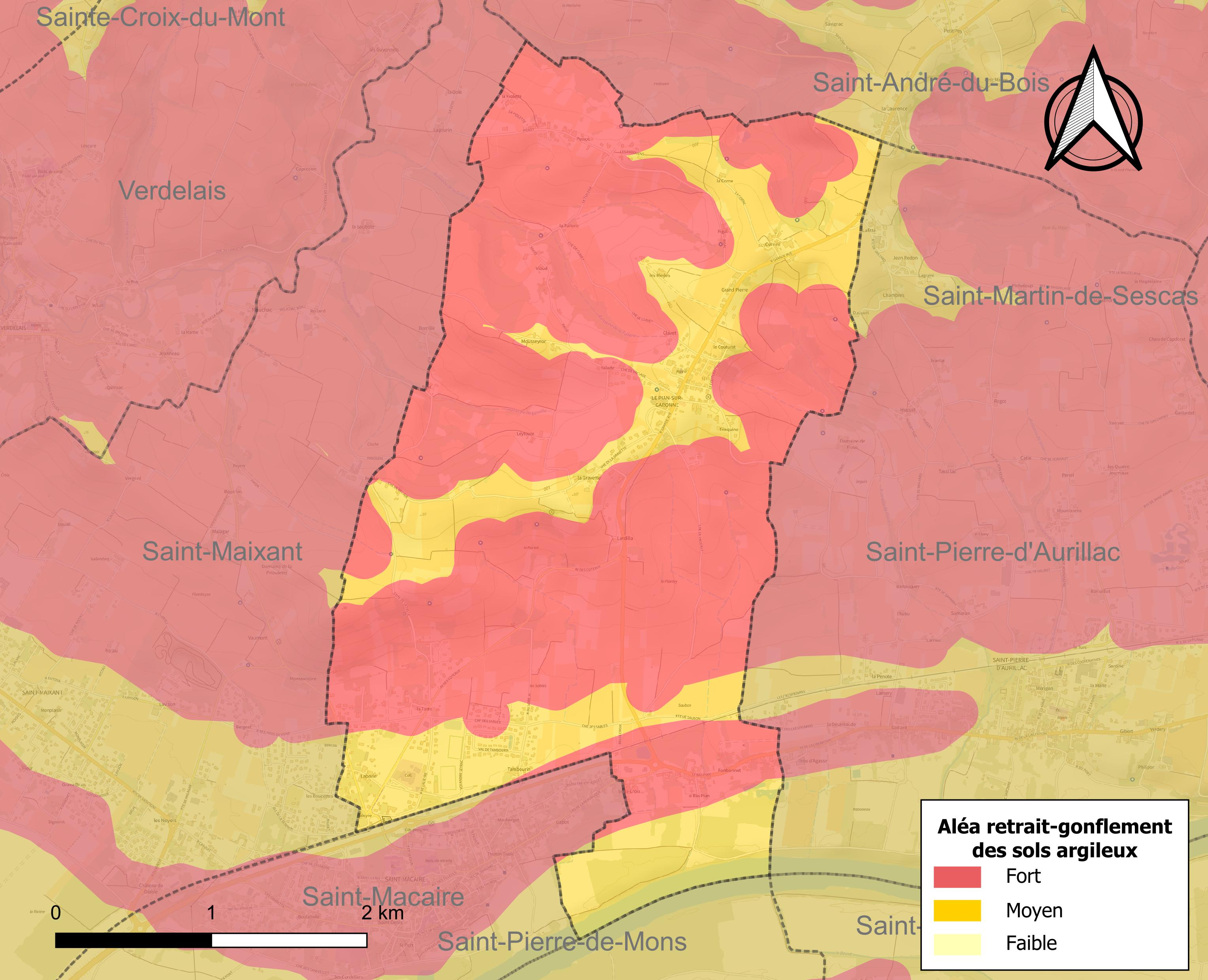
Carte des zones d'aléa retrait-gonflement des sols argileux du Pian-sur-Garonne.

Le retrait-gonflement des sols argileux est susceptible d'engendrer des dommages importants aux bâtiments en cas d’alternance de périodes de sécheresse et de pluie. La totalité de la commune est en aléa moyen ou fort (67,4 % au niveau départemental et 48,5 % au niveau national). Sur les 374 bâtiments dénombrés sur la commune en 2019, 374 sont en aléa moyen ou fort, soit 100 %, à comparer aux 84 % au niveau départemental et 54 % au niveau national. Une cartographie de l'exposition du territoire national au retrait gonflement des sols argileux est disponible sur le site du BRGM,.
Par ailleurs, afin de mieux appréhender le risque d’affaissement de terrain, l'inventaire national des cavités souterraines permet de localiser celles situées sur la commune.
Concernant les mouvements de terrains, la commune a été reconnue en état de catastrophe naturelle au titre des dommages causés par la sécheresse en 2003 et par des mouvements de terrain en 1999.

## Toponymie
Le nom du Pian est documenté dès le XIIe siècle sous la forme Apian (1165). Il s'agit d'un nom de domaine construit avec le suffixe latin -anus et basé sur le nom du propriétaire, Appius (alors qu'Alpius est à l'origine du nom du Pian-Médoc). Le nom de domaine *Appianus donne *Apian en roman. Au XIIIe siècle, l'initiale a- a été prise pour la préposition à. Du fait de cette mécoupure, on disait en gascon vau a Pian 'je vais à Pian'. Le nom du village était fautivement réduit à Pian au lieu de la forme historique Apian. L'administration y a rajouté l'article défini Le, par mimétisme avec Le Pian-Médoc.
C'est ainsi que, dans l'usage local, on emploie souvent encore "Pian" au lieu de "Le Pian", y compris à l'écrit comme on peut l'observer sur des panneaux.

## Histoire
À la Révolution, la paroisse Notre-Dame du Pian forme la commune du Pian.
Le 27 janvier 1956, la commune du Pian devient Le Pian-sur-Garonne,.

## Politique et administration
| Période                                  | Période  | Identité        | Étiquette | Qualité  |
| ---------------------------------------- | -------- | --------------- | --------- | -------- |
| mars 2001                                | 2020     | Alain Bellard   |           | Retraité |
| 2020                                     | En cours | Didier Cousiney |           | Retraité |
| Les données manquantes sont à compléter. |          |                 |           |          |

## Démographie
L'évolution du nombre d'habitants est connue à travers les recensements de la population effectués dans la commune depuis 1793. Pour les communes de moins de 10 000 habitants, une enquête de recensement portant sur toute la population est réalisée tous les cinq ans, les populations de référence des années intermédiaires étant quant à elles estimées par interpolation ou extrapolation. Pour la commune, le premier recensement exhaustif entrant dans le cadre du nouveau dispositif a été réalisé en 2005.

En 2022, la commune comptait 967 habitants, en évolution de +15,53 % par rapport à 2016 (Gironde : +6,91 %, France hors Mayotte : +2,11 %).
| 1793  | 1800  | 1806  | 1821  | 1831  | 1836  | 1841  | 1846  | 1851  |
| ----- | ----- | ----- | ----- | ----- | ----- | ----- | ----- | ----- |
| 1 119 | 1 131 | 1 247 | 1 166 | 1 030 | 1 166 | 1 161 | 1 133 | 1 165 |

| 1856  | 1861  | 1866 | 1872 | 1876 | 1881 | 1886 | 1891 | 1896 |
| ----- | ----- | ---- | ---- | ---- | ---- | ---- | ---- | ---- |
| 1 224 | 1 163 | 568  | 576  | 589  | 614  | 537  | 568  | 581  |

| 1901 | 1906 | 1911 | 1921 | 1926 | 1931 | 1936 | 1946 | 1954 |
| ---- | ---- | ---- | ---- | ---- | ---- | ---- | ---- | ---- |
| 589  | 561  | 534  | 485  | 471  | 476  | 447  | 435  | 401  |

| 1962 | 1968 | 1975 | 1982 | 1990 | 1999 | 2005 | 2006 | 2010 |
| ---- | ---- | ---- | ---- | ---- | ---- | ---- | ---- | ---- |
| 417  | 429  | 432  | 460  | 517  | 609  | 648  | 653  | 745  |

| 2015 | 2020 | 2022 | - | - | - | - | - | - |
| ---- | ---- | ---- | - | - | - | - | - | - |
| 833  | 940  | 967  | - | - | - | - | - | - |

## Économie
Viticulture : Côtes-de-bordeaux-saint-macaire (AOC).

## Lieux et monuments
- Le domaine de Bellecroix et son château du XVIIe siècle, situé le long de la route départementale D 1113, est inscrit au titre des monuments historiques par arrêté du 12 octobre 2001[28].
- Église Notre-Dame du Pian-sur-Garonne.

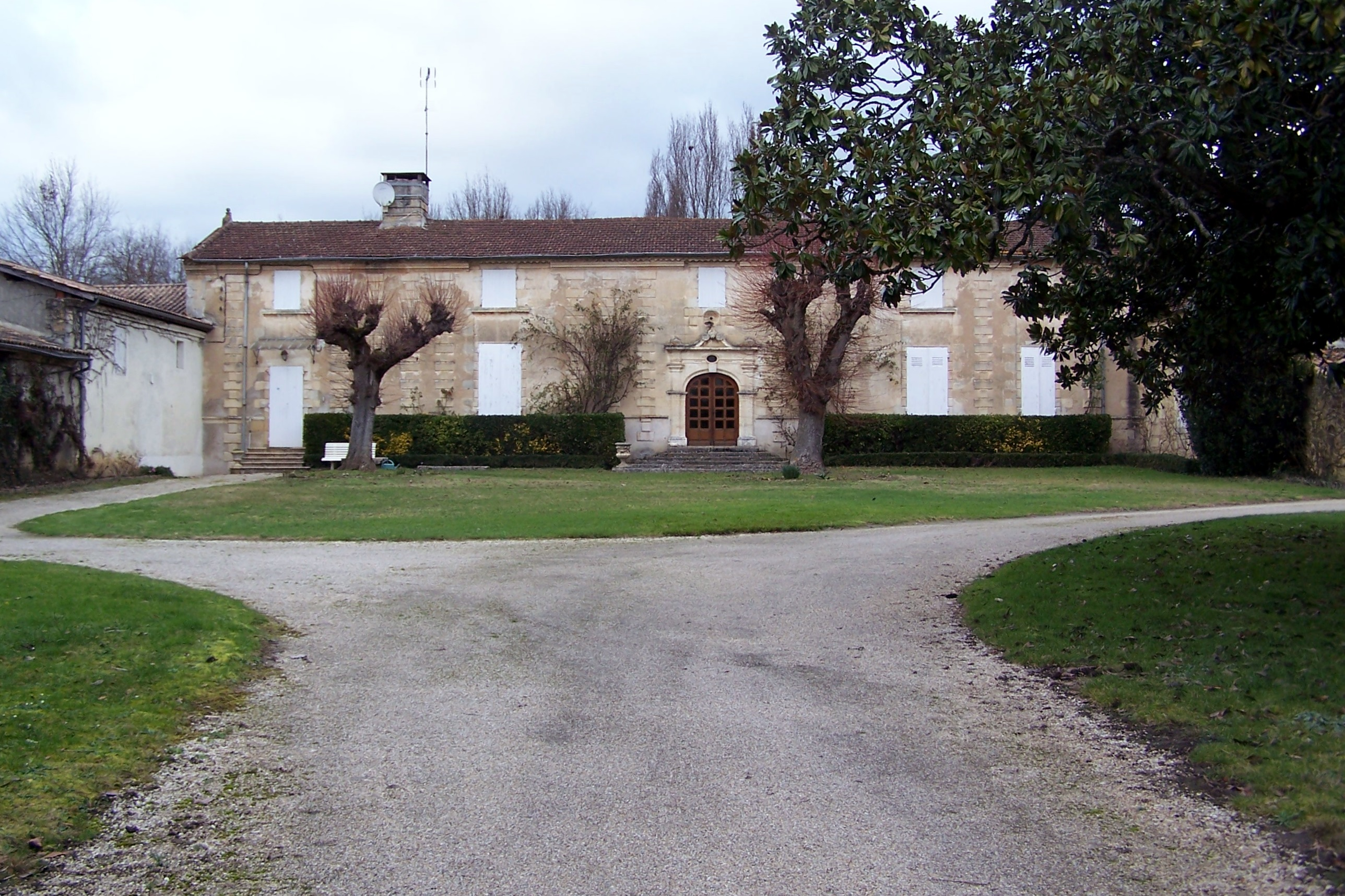
Le domaine de Bellecroix (janv. 2012).
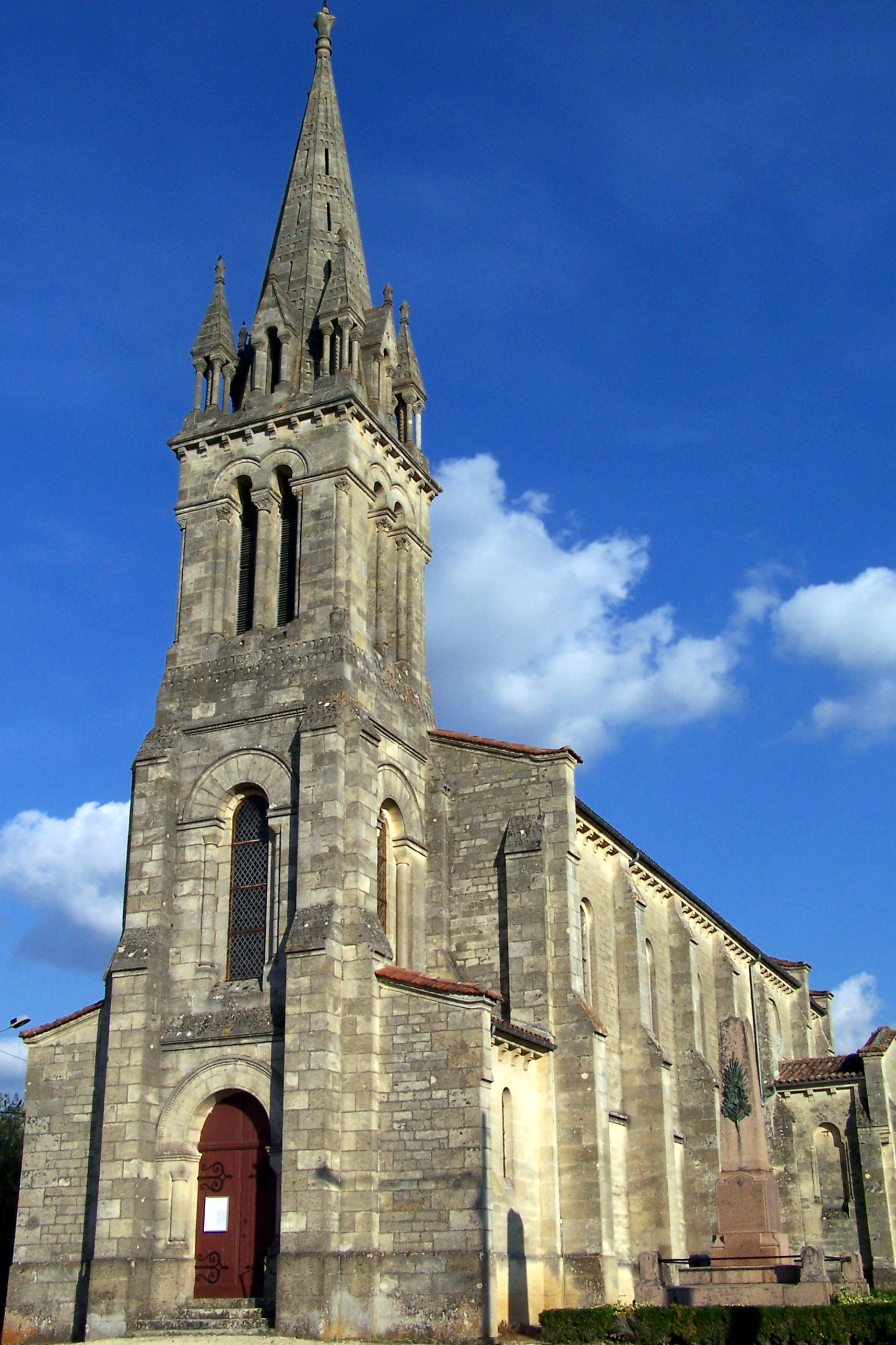
L'église (oct. 2011).
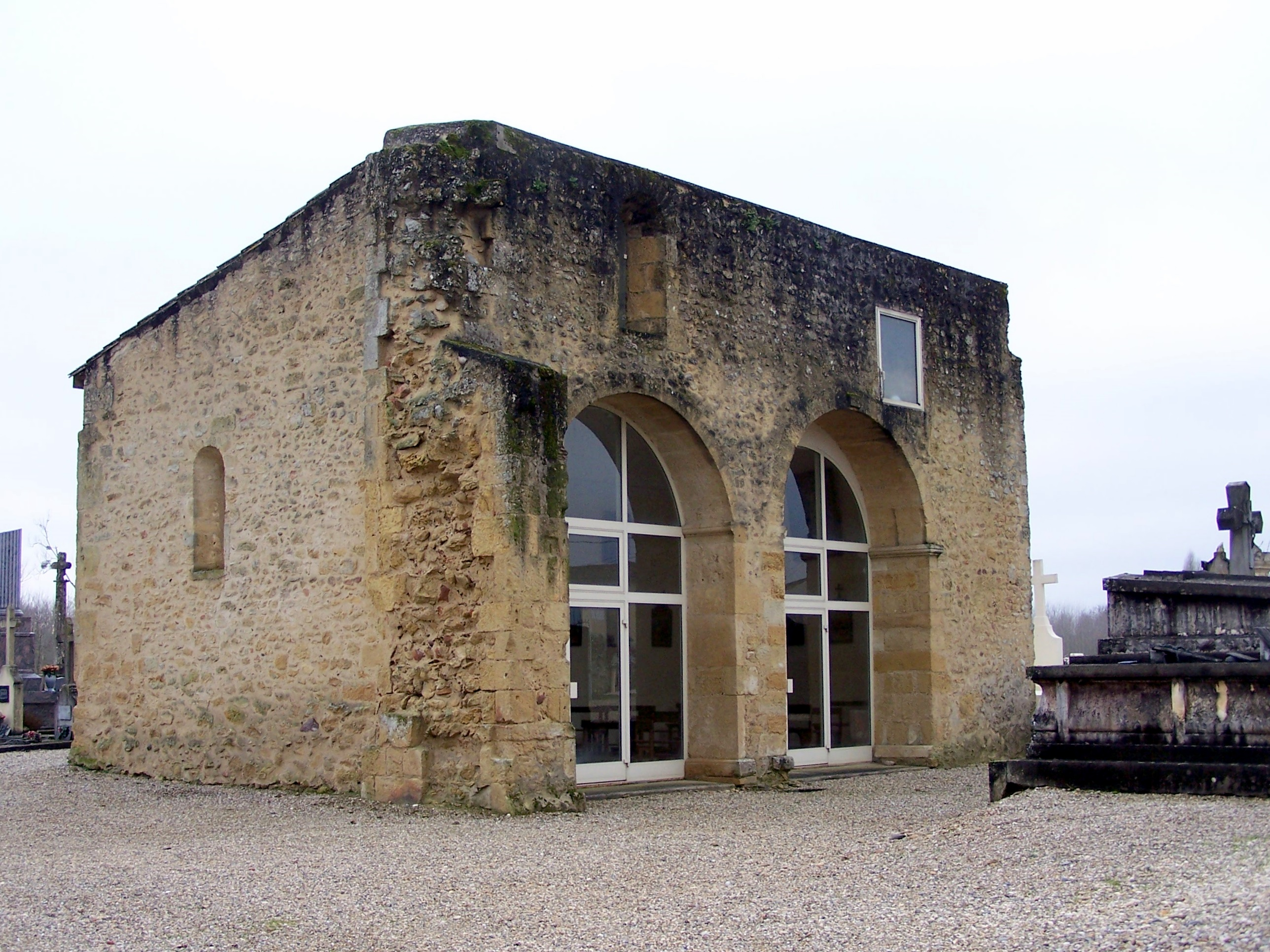
La chapelle du Bas-Pian (janv. 2010).
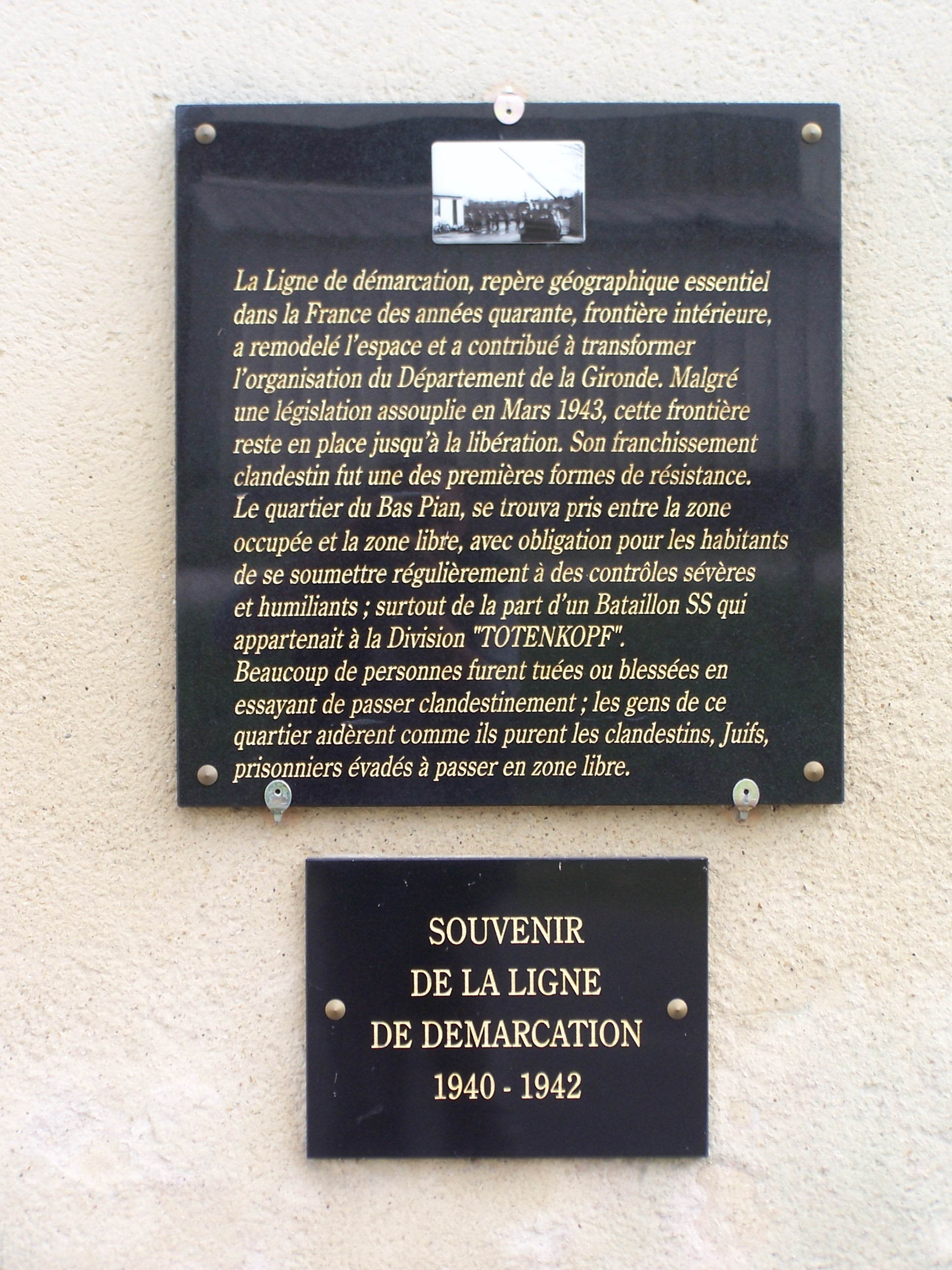
Plaque commémorative de la ligne de démarcation au Bas-Pian (juin 2016).
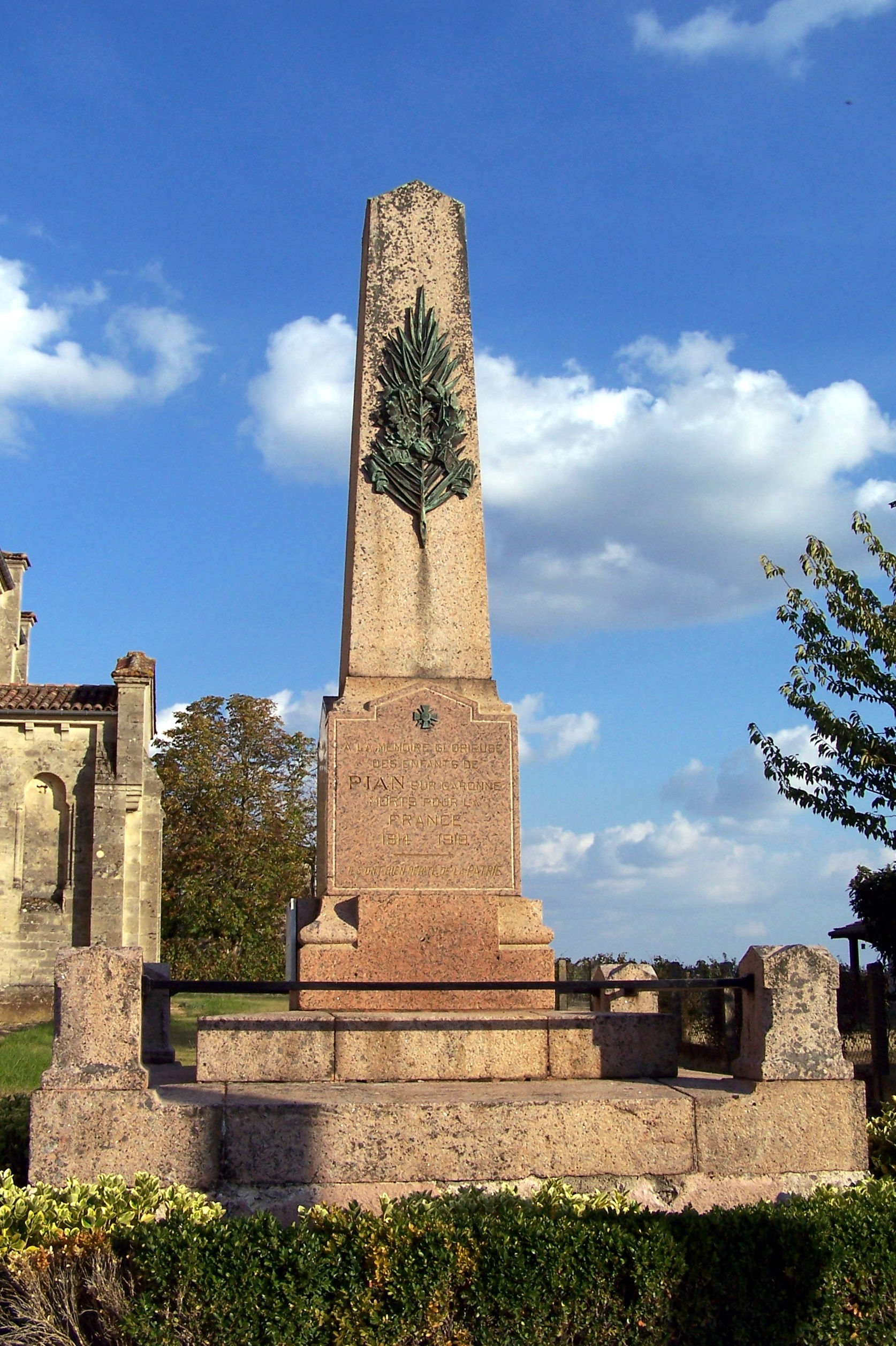
Le monument aux morts près de l'église (oct. 2011).

## Vie locale

### Enseignement
L'éducation est assurée, sur la commune, de l'école maternelle et l'école élémentaire jusqu'au collège.